# Izaskun Aramburu
Izaskun Aramburu, född den 27 december 1975 i Guipúzcoa, Spanien, är en spansk kanotist.
Hon tog bland annat VM-guld i K-2 200 meter i samband med sprintvärldsmästerskapen i kanotsport 1999 i Milano.